# Piazza de' Salterelli
La piazza de' Salterelli è un piccolo slargo del centro storico di Firenze, situato nella zona medievale tra piazza della Signoria e via Lambertesca. Vi si accede dal chiasso degli Armagnati e dai due rami del chiasso del Buco.

## Storia e descrizione
La denominazione attesta dell'antica famiglia (Saltarelli o Salterelli) che qui ebbe le proprie case e a memoria della quale rimane ancora una torre, in parte ricostruita a seguito dei danni arrecati dall'esplosione delle mine poste dall'esercito tedesco in ritirata nell'agosto del 1944. Precedentemente la parte est dello spazio ricadeva sotto la denominazione di chiasso del Buco (ma anche "piazza del Buco"), essendo letta (e questo fino al 2003) come prosieguo dello stesso nello slargo. 
Come accennato gli edifici della piazza hanno subito ingenti danni nel corso della seconda Guerra Mondiale, comportando anche un parziale riordinamento urbanistico dello slargo, teso a preservarne il carattere oltremodo "pittoresco". Così il repertorio di Bargellini e Guarnieri: "Nell'irregolare andamento si è cercato di salvare il salvabile, mettendo in luce le basi delle varie costruzioni, a cominciare dalla torre de' Salterelli, ricostruendo modernamente le parti superiori completamente rovinate [...]. Dall'altra parte della piazza, accanto a un edificio ricostruito, sopra un'altra torre è visibile un arco, che, se riaperto, metterebbe in comunicazione col chiasso Cozza e quindi con via Lambertesca. Ma il primitivo progetto è rimasto incompiuto e la piazza attende ancora una sistemazione più radicale e razionale". Alcuni sostengono che questa direttrice minore, tra via Vacchereccia e il vicolo Marzio, fosse quella che in epoca romana portava all'antenato del ponte Vecchio, costruito nei pressi di piazza del Pesce
In una nicchietta al piano terra della torre dei Salterelli, lato chiasso degli Armagnati, era contenuta un'immagina sacra moderna, rappresentante la Crocifissione. Immortalata in una foto dell'Archivio fotografico del Comune di Firenze del 1979, oggi non è più rintracciabile. Restano solo i buchi dei cardini degli sportelli e il portafiaccola a tre bracci.

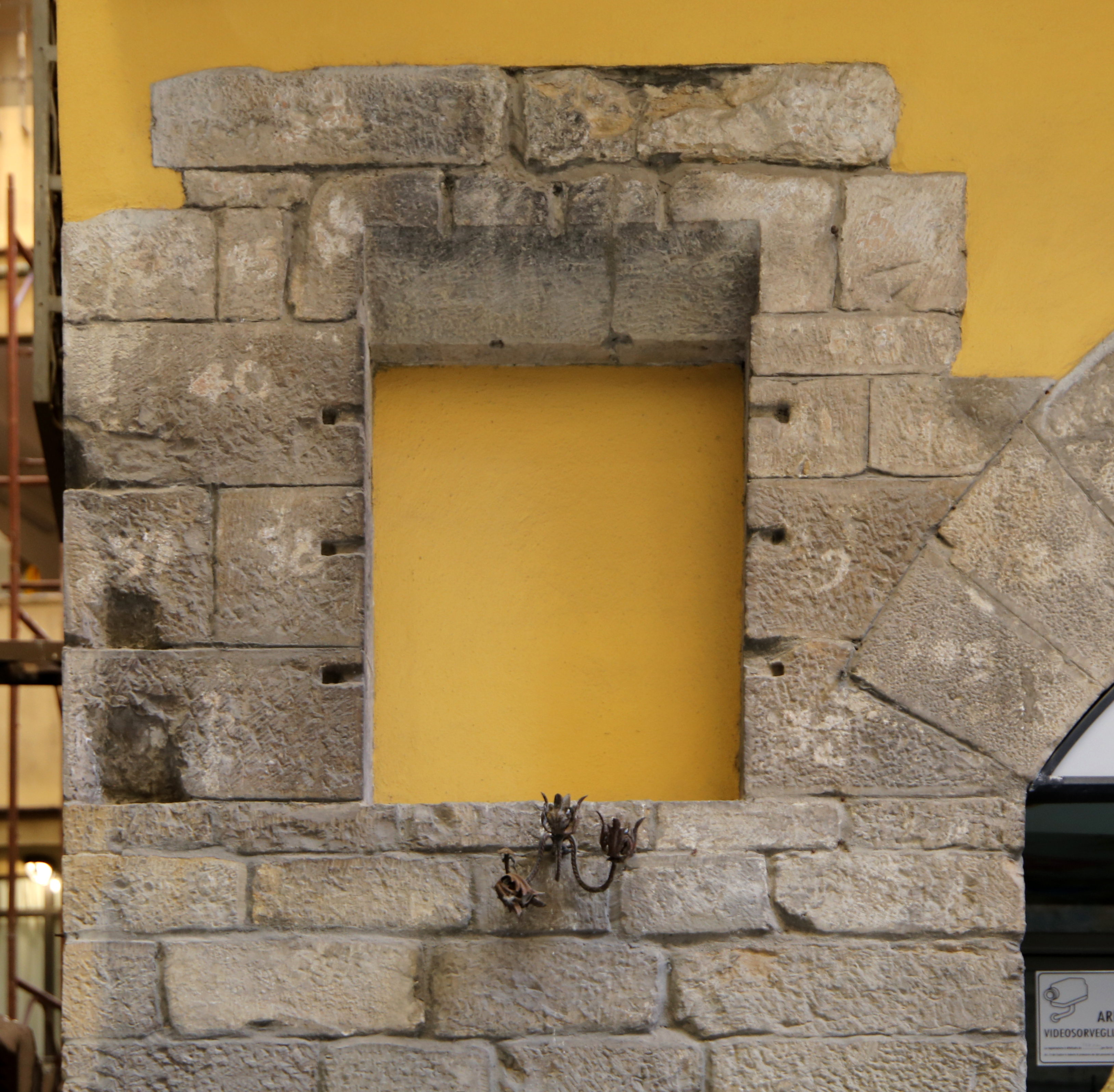
Il tabernacolo scomparso
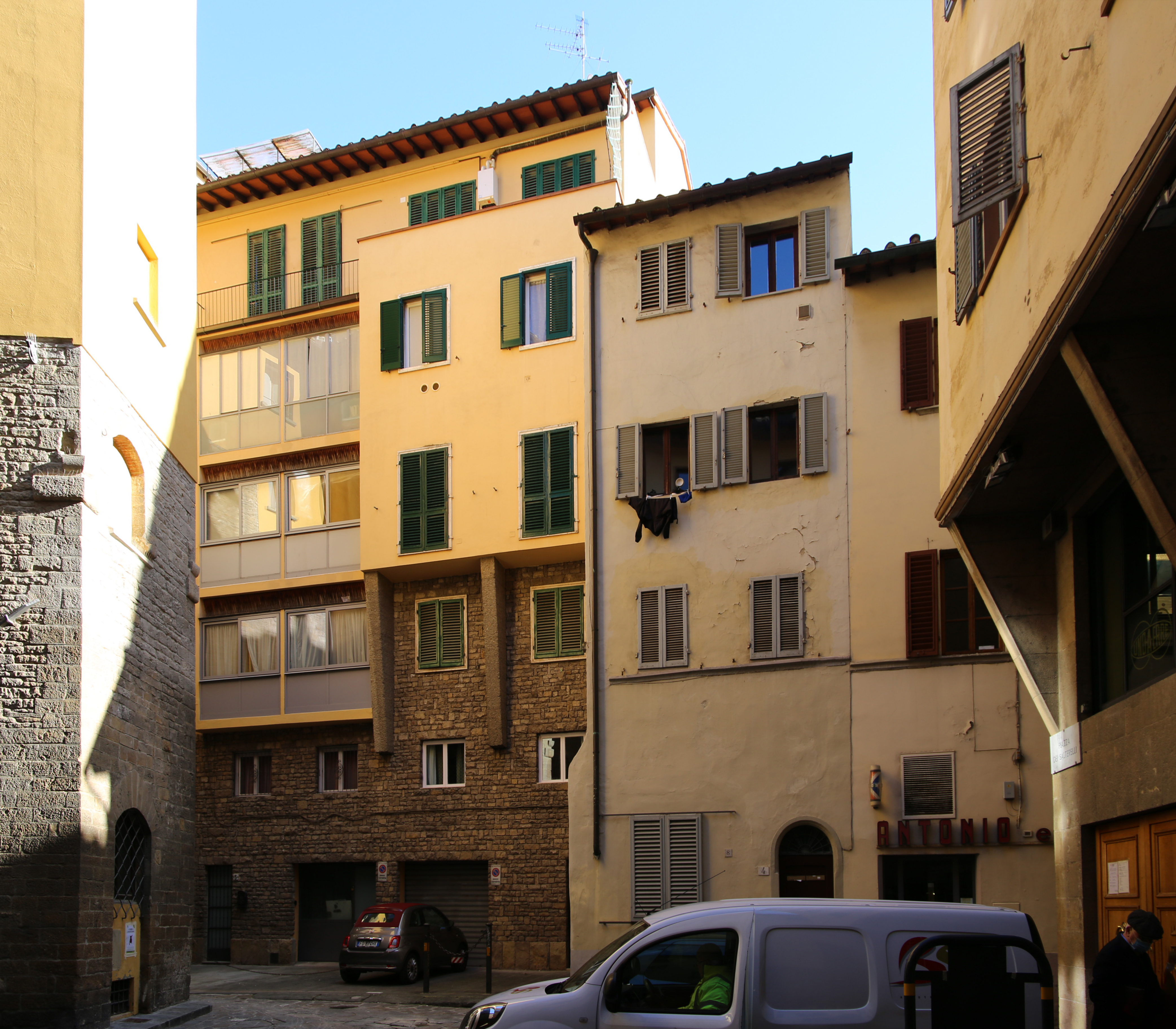
Edifici sul lato est